# Liste der Kulturdenkmale in Coswig (Anhalt)
In der Liste der Kulturdenkmale in Coswig (Anhalt) sind alle  Kulturdenkmale der Gemeinde Coswig (Anhalt) und ihrer Ortsteile aufgelistet. Grundlage ist das Denkmalverzeichnis des Landes Sachsen-Anhalt, das auf Basis des Denkmalschutzgesetzes des Landes Sachsen-Anhalt vom 21. Oktober 1991 durch das Landesamt für Denkmalpflege und Archäologie Sachsen-Anhalt erstellt und seither laufend ergänzt wurde (Stand: 31. Dezember 2024).

## Kulturdenkmale nach Ortsteilen

### Coswig (Anhalt)
| Lage | Bezeichnung                            | Beschreibung                                                            | Erfassungs- nummer | Ausweisungsart               | Bild                    |
| --- | -------------------------------------- | ----------------------------------------------------------------------- | ------------------ | ---------------------------- | ----------------------- |
| Im Wald am Roten Teich nordöstlich der Stadt (Karte) | Gedenkstein                            |                                                                         | 094 41222          | Kleindenkmal                 | Gedenkstein             |
| Kreisstraße: K 2376, Fortsetzung von Walberg in Richtung Fähre (Karte) | Allee                                  |                                                                         | 094 41050          | Baudenkmal                   | Allee                   |
| Flur 22, FS 20/10 | Bunker                                 |                                                                         | 094 36683          | Baudenkmal                   |                         |
| Oberfischerei / Unterfischerei (Karte) | Mauer                                  |                                                                         | 094 41216          | Baudenkmal                   | Mauer                   |
| Am Markt 1 bis 13 Baderstraße 1 bis 25 Domstraße 1 bis 8, 8a, 9 bis 12, 14 bis 19 Friederikenstraße 1, 1a, 1b, 2 bis 8, 34 bis 45 Kleine Straße 1, 2 Lange Straße 1 bis 42, 42a, 42b, 42c, 43 bis 53 Mittelstraße 1 bis 15 Oberfischerei 1 bis 13 Schloßstraße 1 bis 30, 30a, 30b, 31 bis 63 (Karte) | Altstadt                               |                                                                         | 094 35863          | Denkmalbereich               | Altstadt                |
| Am Markt 1 (Karte) | Rathaus                                |                                                                         | 094 41051          | Baudenkmal                   | Weitere Bilder          |
| Am Markt 2 (Karte) | Wohnhaus                               |                                                                         | 094 41053          | Baudenkmal                   | Wohnhaus                |
| Am Markt 13 (Karte) | Amtshaus                               |                                                                         | 094 41371          | Baudenkmal                   | Amtshaus                |
| Antonienhüttenweg (Karte) | Wohnhaus                               |                                                                         | 094 41238          | Baudenkmal                   | BW                      |
| Antonienhüttenweg 24b (Karte) | Laborgebäude                           |                                                                         | 094 41395          | Baudenkmal                   | Laborgebäude            |
| Antonienhüttenweg 24c (Karte) | Wohnhaus                               |                                                                         | 094 41396          | Baudenkmal                   | Wohnhaus                |
| Berliner Straße 4 (Karte) | Villa                                  |                                                                         | 094 41129          | Baudenkmal                   | Weitere Bilder          |
| Domstraße 18 (Karte) | Wohnhaus                               |                                                                         | 094 40724          | Baudenkmal                   | Wohnhaus                |
| Elbstraße Nähe Elbe (Karte) | Fährhaus                               |                                                                         | 094 41333          | Baudenkmal                   | Fährhaus                |
| Elbstraße 1 (Karte) | Villa Elbheim                          | Villa                                                                   | 094 41156          | Baudenkmal                   | Villa Elbheim           |
| Flieth 1 bis 4, 4a, 5 bis 10, 14 bis 16 Friederikenstraße 6 bis 32, 33a Geschwister-Scholl-Straße 1 Goethestraße 1, 3, 4, 5, 7, 8, 9, 11, 13, 14, 15a, 15 bis 22 Hubertusstraße 16, 17 Johann-Sebastian-Bach-Straße 1, 1a, 2, 2a, 3 bis 15, 15a, 15b, 16 bis 22 Neue Straße 1 bis 24, 241, 24b Puschkinstraße 1 bis 24, 24a, 24b, 24c Schillerstraße 1, 3, 7, 8, 11, 13, 15, 17, 18, 21, 23 Schulstraße 8, 10, 12, Unterfischerei 5 bis 14, 16 Wittenberger Straße 2, 4, 6, 8 Zerbster Straße 1 bis 15a, 16 bis 33, 33a, 33b, 34, 36, 38, 40, 42, 44, 46, 48 (Karte) | Stadterweiterung                       |                                                                         | 094 41384          | Denkmalbereich               | Stadterweiterung        |
| Flieth 1 (Karte) | Wohnhaus                               |                                                                         | 094 41049          | Baudenkmal                   | Wohnhaus                |
| Flieth 4a (Karte) | Neuapostolische Kirche Coswig (Anhalt) | Kirche                                                                  | 094 41153          | Baudenkmal                   | Weitere Bilder          |
| Friederikenstraße 14 (Karte) | Wohn- und Geschäftshaus                | Wohn- und Geschäftshaus                                                 | 094 41414          | Baudenkmal                   | Wohn- und Geschäftshaus |
| Friederikenstraße 20, 21 (Karte) | Torhaus                                | Neues Tor                                                               | 094 41084          | Baudenkmal                   | Torhaus                 |
| Friederikenstraße 41 (Karte) | Wohn- und Geschäftshaus                |                                                                         | 094 41155          | Baudenkmal                   | Wohn- und Geschäftshaus |
| Geschwister-Scholl-Straße 1 (Karte) | Brauerei                               | Lohmann´sche Dampfbrauerei                                              | 094 41385          | Baudenkmal                   | Brauerei                |
| Geschwister-Scholl-Straße 17 (Karte) | Wohnhaus                               |                                                                         | 094 41253          | Baudenkmal                   | Wohnhaus                |
| Geschwister-Scholl-Straße 18 (Karte) | Wohnhaus                               |                                                                         | 094 41254          | Baudenkmal                   | Wohnhaus                |
| Geschwister-Scholl-Straße 43 (Karte) | Fabrik                                 | Deutsche Zündholzfabriken                                               | 094 41241          | Baudenkmal                   | Fabrik                  |
| Geschwister-Scholl-Straße 62 (Karte) | Wohnhaus                               |                                                                         | 094 41240          | Baudenkmal                   | Wohnhaus                |
| Goethestraße 12 (Karte) | Wohnhaus                               |                                                                         | 094 41152          | Baudenkmal                   | Wohnhaus                |
| Heidestraße östlich der Heidestraße (Karte) | Friedhof                               | Jüdischer Friedhof                                                      | 094 41251          | Baudenkmal                   | Weitere Bilder          |
| Holländermühle 1 (Karte) | Mühle                                  |                                                                         | 094 41237          | Baudenkmal                   | Mühle                   |
| Hubertusstraße 15 (Karte) | Wohnhaus                               |                                                                         | 094 41151          | Baudenkmal                   | Wohnhaus                |
| Hubertusstraße 16, 17, 18 (Karte) | Häusergruppe                           |                                                                         | 094 41148          | Denkmalbereich               | Häusergruppe            |
| Hubertusstraße 16 (Karte) | Forsthaus                              |                                                                         | 094 41149          | Baudenkmal                   | Forsthaus               |
| Hubertusstraße 17 (Karte) | Forsthof                               |                                                                         | 094 41150          | Baudenkmal                   | Forsthof                |
| Industriestraße 1, 2, 3, 4 (Karte) | Verwaltungsgebäude                     |                                                                         | 094 41239          | Baudenkmal                   | Verwaltungsgebäude      |
| Johann-Sebastian-Bach-Straße 45 (Karte) | Wohnhaus                               |                                                                         | 094 41430          | Baudenkmal                   | Wohnhaus                |
| Lange Straße 42a (Karte) | Wohnhaus                               | Rektorhaus                                                              | 094 41246          | Baudenkmal                   | Wohnhaus                |
| Lange Straße 42b (Karte) | Schule                                 | Wilke-Gymnasium                                                         | 094 41297          | Baudenkmal                   | Schule                  |
| Lugweg Straßengabelung Wittenberger Straße und Lugweg (Karte) | Gedenkstein                            | Friedrich-Ludwig-Jahn-Gedenkstein                                       | 094 41224          | Kleindenkmal                 | Gedenkstein             |
| Luisenstraße 50 (Karte) | Wohnhaus                               |                                                                         | 094 41093          | Baudenkmal                   | Wohnhaus                |
| Mittelstraße 13 (Karte) | Handwerkerhaus                         |                                                                         | 094 40870          | Baudenkmal                   | Handwerkerhaus          |
| Oberfischerei 4 (Karte) | Wohnhaus                               |                                                                         | 094 41054          | Baudenkmal                   | Wohnhaus                |
| Oberfischerei 11 (Karte) | Wohnhaus                               |                                                                         | 094 41055          | Baudenkmal                   | Wohnhaus                |
| Puschkinstraße 38 (Karte) | Wohnhaus                               |                                                                         | 094 41219          | Baudenkmal                   | Wohnhaus                |
| Puschkinstraße 44 (Karte) | Kirche                                 | Katholische Kirche St. Michael, 1902 erbaut                             | 094 41220          | Baudenkmal                   | Weitere Bilder          |
| Puschkinstraße 78 (Karte) | Bankgebäude                            | Volksbank                                                               | 094 41386          | Baudenkmal                   | Bankgebäude             |
| Rudolf-Breitscheid-Straße 20 (Karte) | Wohnhaus                               | Wohnhaus im Denkmalverzeichnis wohl versehentlich als Nummer 38 geführt | 094 41052          | Baudenkmal                   | Wohnhaus                |
| Rudolf-Breitscheid-Straße 35a (Karte) | Villa                                  | Villa Eichburg                                                          | 094 40996          | Baudenkmal                   | Villa                   |
| Schillerstraße / Schulstraße (Karte) | Park                                   | Schiller-Park                                                           | 094 41398          | Baudenkmal                   | Park                    |
| Schloßstraße (Karte) | Kirche                                 | Kirche St. Nicolai                                                      | 094 41390          | Baudenkmal                   | Weitere Bilder          |
| Schloßstraße 1 (Karte) | Wohnhaus                               | Wohnhaus                                                                | 094 40867          | Baudenkmal                   | Wohnhaus                |
| Schloßstraße 6 (Karte) | Wohnhaus                               | Wohnhaus                                                                | 094 41397          | Baudenkmal                   | Wohnhaus                |
| Schloßstraße 9 (Karte) | Wohnhaus                               | Wohnhaus                                                                | 094 40869          | Baudenkmal                   | Wohnhaus                |
| Schloßstraße 11 (Karte) | Wohnhaus                               |                                                                         | 094 41078          | Baudenkmal                   | Wohnhaus                |
| Schloßstraße 15 (Karte) | Wohn- und Geschäftshaus                |                                                                         | 094 40820          | Baudenkmal                   | Wohn- und Geschäftshaus |
| Schloßstraße 17 (Karte) | Wohn- und Geschäftshaus                |                                                                         | 094 40786          | Baudenkmal                   | Wohn- und Geschäftshaus |
| Schloßstraße 20 (Karte) | Wohn- und Geschäftshaus                |                                                                         | 094 41077          | Baudenkmal                   | Wohn- und Geschäftshaus |
| Schloßstraße 21 (Karte) | Wohn- und Geschäftshaus                |                                                                         | 094 41122          | Baudenkmal                   | Wohn- und Geschäftshaus |
| Schloßstraße 22 (Karte) | Wohn- und Geschäftshaus                |                                                                         | 094 41123          | Baudenkmal                   | Wohn- und Geschäftshaus |
| Schloßstraße 41 (Karte) | Gasthof                                | Kavalierhaus; Großer Gasthof; Gasthof "Zum Goldenen Engel"              | 094 41344          | Baudenkmal                   | Gasthof                 |
| Schloßstraße 42, 43 (Karte) | Häusergruppe                           |                                                                         | 094 41046          | Baudenkmal                   | Häusergruppe            |
| Schloßstraße 44, 45, 46 (Karte) | Schloss                                | Schloss Coswig                                                          | 094 41317          | Baudenkmal                   | Weitere Bilder          |
| Schloßstraße 48 (Karte) | Postamt                                |                                                                         | 094 41388          | Baudenkmal                   | Postamt                 |
| Schloßstraße 51 (Karte) | Wohnhaus                               |                                                                         | 094 41124          | Baudenkmal                   | Wohnhaus                |
| Schloßstraße 53 (Karte) | Handwerkerhaus                         |                                                                         | 094 41387          | Baudenkmal                   | Handwerkerhaus          |
| Schloßstraße 57 (Karte) | Museum                                 |                                                                         | 094 41250          | Baudenkmal                   | Museum                  |
| Schloßstraße 58 (Karte) | Pfarrhaus                              | St. Nikolai                                                             | 094 41154          | Baudenkmal                   | Pfarrhaus               |
| Schloßstraße 60 (Karte) | Mühle                                  | Niedermühle                                                             | 094 41330          | Baudenkmal                   | Mühle                   |
| Schloßstraße 61 (Karte) | Pfarrhaus                              | Wilke-Haus                                                              | 094 40296          | Baudenkmal                   | Pfarrhaus               |
| Schulstraße 1 (Karte) | Wohnhaus                               |                                                                         | 094 41429          | Baudenkmal                   | Wohnhaus                |
| Schulstraße 6 (Karte) | Schule                                 |                                                                         | 094 41249          | Baudenkmal                   | Schule                  |
| Unterfischerei 1 bis 17 (Karte) | Straßenzeile                           |                                                                         | 094 41056          | Denkmalbereich               | Straßenzeile            |
| Unterfischerei Hinter Unterfischerei 11 bis 14 (Karte) | Mauer                                  |                                                                         | 094 41217          | Baudenkmal                   | Mauer                   |
| Unterfischerei 5 (Karte) | Fischerhaus                            |                                                                         | 094 40795          | Baudenkmal                   | Fischerhaus             |
| Unterfischerei 7 (Karte) | Fischerhaus                            |                                                                         | 094 40796          | Baudenkmal                   | Fischerhaus             |
| Wittenberger Straße (Karte) | Friedhof                               |                                                                         | 094 41252          | Baudenkmal                   | Friedhof                |
| Wittenberger Straße, Friedhof | Feierhalle                             | Feierhalle                                                              | 094 41252 001      | Teilobjekt eines Baudenkmals |                         |
| Wittenberger Straße Stadtfriedhof (Karte) | Kriegerdenkmal                         |                                                                         | 094 41221          | Baudenkmal                   | Kriegerdenkmal          |
| Wittenberger Straße 6 (Karte) | Wohn- und Geschäftshaus                |                                                                         | 094 41047          | Baudenkmal                   | Wohn- und Geschäftshaus |
| Wittenberger Straße 8 (Karte) | Wohnhaus                               |                                                                         | 094 41048          | Baudenkmal                   | Wohnhaus                |
| Zerbster Straße 15a (Karte) | Wohnhaus                               |                                                                         | 094 40772          | Baudenkmal                   | Wohnhaus                |
| Zerbster Straße 17 (Karte) | Wohnhaus                               |                                                                         | 094 40773          | Baudenkmal                   | Wohnhaus                |
| Zerbster Straße 19 (Karte) | Wohnhaus                               |                                                                         | 094 40774          | Baudenkmal                   | Wohnhaus                |
| Zerbster Straße 25 (Karte) | Wohnhaus                               |                                                                         | 094 40775          | Baudenkmal                   | Wohnhaus                |
| Zerbster Straße 33 (Karte) | Wohnhaus                               |                                                                         | 094 40776          | Baudenkmal                   | Wohnhaus                |
| Zerbster Straße 33a (Karte) | Wohnhaus                               |                                                                         | 094 40777          | Baudenkmal                   | Wohnhaus                |
| Zerbster Straße 33b (Karte) | Wohnhaus                               |                                                                         | 094 40778          | Baudenkmal                   | Wohnhaus                |
| Zerbster Straße 38 (Karte) | Wohnhaus                               |                                                                         | 094 40825          | Baudenkmal                   | Wohnhaus                |
| Zerbster Straße 40 (Karte) | Wohnhaus                               | Schwarzer Adler, Simonettihaus                                          | 094 35341          | Baudenkmal                   | Wohnhaus                |
| Zerbster Straße 42 (Karte) | Wohnhaus                               |                                                                         | 094 41218          | Baudenkmal                   | Wohnhaus                |
| Zerbster Straße 48 (Karte) | Wohnhaus                               | Kavalleriekaserne                                                       | 094 40793          | Baudenkmal                   | Wohnhaus                |
| Zerbster Straße 52 (Karte) | Wohnhaus                               |                                                                         | 094 41157          | Baudenkmal                   | Wohnhaus                |

### Buko
| Lage                     | Bezeichnung    | Beschreibung | Erfassungs- nummer | Ausweisungsart | Bild |
| ------------------------ | -------------- | ------------ | ------------------ | -------------- | ---- |
| Dorfplatz (Karte)        | Kriegerdenkmal |              | 094 41400          | Baudenkmal     | BW   |
| An der Kirche (Karte)    | Kirche         | St. Johannes | 094 41342          | Baudenkmal     | BW   |
| Bukoer Winkel 15 (Karte) | Schule         |              | 094 41343          | Baudenkmal     | BW   |

### Buro
| Lage                            | Bezeichnung | Beschreibung  | Erfassungs- nummer | Ausweisungsart | Bild           |
| ------------------------------- | ----------- | ------------- | ------------------ | -------------- | -------------- |
| Buroer Aueweg (Karte)           | Kirche      |               | 094 41245          | Baudenkmal     | Weitere Bilder |
| Buroer Aueweg Ortsmitte (Karte) | Komturei    | Komturei Buro | 094 41300          | Baudenkmal     | Komturei       |

### Cobbelsdorf
| Lage                                 | Bezeichnung  | Beschreibung                                                                  | Erfassungs- nummer | Ausweisungsart | Bild           |
| ------------------------------------ | ------------ | ----------------------------------------------------------------------------- | ------------------ | -------------- | -------------- |
| Cobbelsdorfer Hauptstraße            | Gedenkstätte | Gedenkstätte 2021 als Denkmal ausgewiesen.                                    | 094 18779          | Baudenkmal     |                |
| Cobbelsdorfer Hauptstraße 18 (Karte) | Wandbild     | Das Wandbild am Kulturhaus der örtlichen LPG entstand 1971/72 von Erich Enge. | 094 40955          | Baudenkmal     | Weitere Bilder |

### Düben
| Lage                          | Bezeichnung | Beschreibung | Erfassungs- nummer | Ausweisungsart | Bild           |
| ----------------------------- | ----------- | ------------ | ------------------ | -------------- | -------------- |
| Dübener Dorfstraße (Karte)    | Kirche      |              | 094 41025          | Baudenkmal     | Weitere Bilder |
| Dübener Dorfstraße 44 (Karte) | Schule      |              | 094 41024          | Baudenkmal     | Schule         |

### Grochewitz
| Lage               | Bezeichnung | Beschreibung | Erfassungs- nummer | Ausweisungsart | Bild |
| ------------------ | ----------- | ------------ | ------------------ | -------------- | ---- |
| Dorfstraße (Karte) | Kirche      | St. Maria    | 094 41417          | Baudenkmal     | BW   |

### Göritz
| Lage                   | Bezeichnung | Beschreibung        | Erfassungs- nummer | Ausweisungsart | Bild        |
| ---------------------- | ----------- | ------------------- | ------------------ | -------------- | ----------- |
| Außerhalb der Ortslage | Gedenkstein | Schwedenstein       | 094 41409          | Baudenkmal     | Gedenkstein |
| Dorfstraße (Karte)     | Kirche      | Gustav-Adolf-Kirche | 094 41410          | Baudenkmal     | Kirche      |

### Hubertusberg
| Lage                   | Bezeichnung   | Beschreibung | Erfassungs- nummer | Ausweisungsart | Bild           |
| ---------------------- | ------------- | ------------ | ------------------ | -------------- | -------------- |
| Hubertusberg (Karte)   | Aussichtsturm | Bismarckturm | 094 41420          | Baudenkmal     | Weitere Bilder |
| Hubertusberg 3 (Karte) | Jagdhaus      |              | 094 41298          | Baudenkmal     | BW             |

### Hundeluft
| Lage                                           | Bezeichnung            | Beschreibung                                                                     | Erfassungs- nummer | Ausweisungsart | Bild                   |
| ---------------------------------------------- | ---------------------- | -------------------------------------------------------------------------------- | ------------------ | -------------- | ---------------------- |
| Forsthaus Thießen 1 (Karte)                    | Forsthof               | Südlich von Hundeluft in Richtung Thießen                                        | 094 41323          | Baudenkmal     | Forsthof               |
| Große Dorfstraße 3 (Karte)                     | Schule                 |                                                                                  | 094 41318          | Baudenkmal     | BW                     |
| Große Dorfstraße 11 (Karte)                    | Kirche                 | Katholische Kirche Mariä Himmelfahrt, ab 1951 erbaut, am 3. Oktober 1952 geweiht | 094 41328          | Baudenkmal     | Weitere Bilder         |
| Kleine Dorfstraße 4 (Karte)                    | Kirche                 | St. Bonifatius Ortsmitte, seitlich der Dorfstraße                                | 094 41322          | Baudenkmal     | Weitere Bilder         |
| Kleine Dorfstraße 7 (Karte)                    | Forsthaus              | Forstamt Hundeluft                                                               | 094 41329          | Baudenkmal     | Forsthaus              |
| Mühle 52 (Karte)                               | Mühle                  | Hundelufter Mühle                                                                | 094 41326          | Baudenkmal     | Weitere Bilder         |
| Roßlauer Straße Östlich des Kirchhofes (Karte) | Backhaus               |                                                                                  | 094 41327          | Baudenkmal     | Backhaus               |
| Roßlauer Straße (Karte)                        | Transformatorenstation |                                                                                  | 094 41321          | Baudenkmal     | Transformatorenstation |
| Roßlauer Straße 2 (Karte)                      | Ruine                  | Burg Hundeluft                                                                   | 094 41325          | Baudenkmal     | Weitere Bilder         |
| Roßlauer Straße 2 (Karte)                      | Wohnhaus               | „Alte Burg“                                                                      | 094 41324          | Baudenkmal     | Wohnhaus               |
| Roßlauer Straße 5 (Karte)                      | Saalbau                | Gaststätte zu den Linden                                                         | 094 41319          | Baudenkmal     | Saalbau                |
| Roßlauer Straße 30 (Karte)                     | Schmiede               |                                                                                  | 094 41320          | Baudenkmal     | Schmiede               |

### Jeber-Bergfrieden
| Lage                                             | Bezeichnung | Beschreibung | Erfassungs- nummer | Ausweisungsart | Bild           |
| ------------------------------------------------ | ----------- | ------------ | ------------------ | -------------- | -------------- |
| Weiden (Karte)                                   | Kirche      | St. Johannes | 094 41423          | Baudenkmal     | Kirche         |
| Südöstlich und nordwestlich der Ortslage (Karte) | Landwehr    |              | 094 41348          | Baudenkmal     | Weitere Bilder |
| Dorfstraße 7                                     | Backhaus    |              | 094 41352          | Baudenkmal     |                |
| Rotdornstraße 24                                 | Backhaus    |              | 094 41353          | Baudenkmal     |                |

### Klieken
| Lage                                 | Bezeichnung            | Beschreibung | Erfassungs- nummer | Ausweisungsart | Bild           |
| ------------------------------------ | ---------------------- | ------------ | ------------------ | -------------- | -------------- |
| Friedensplatz (Karte)                | Kriegerdenkmal Klieken |              | 094 41411          | Baudenkmal     | Weitere Bilder |
| Hauptstraße 32 (Karte)               | Gutshaus               |              | 094 41271          | Baudenkmal     | Gutshaus       |
| Schulstraße (Karte)                  | Kirche                 |              | 094 41270          | Baudenkmal     | Weitere Bilder |
| Schulstraße 6 (Karte)                | Schule                 |              | 094 41276          | Baudenkmal     | Schule         |
| Schulstraße 10 (Karte)               | Forsthaus              |              | 094 41277          | Baudenkmal     | Forsthaus      |
| Straße der Bereitschaft 4, 5 (Karte) | Gutshaus               |              | 094 41274          | Baudenkmal     | Gutshaus       |

### Köselitz
| Lage               | Bezeichnung | Beschreibung | Erfassungs- nummer | Ausweisungsart | Bild           |
| ------------------ | ----------- | ------------ | ------------------ | -------------- | -------------- |
| Dorfstraße (Karte) | Kirche      | St. Pauli    | 094 41418          | Baudenkmal     | Weitere Bilder |

### Luko
| Lage               | Bezeichnung | Beschreibung      | Erfassungs- nummer | Ausweisungsart | Bild   |
| ------------------ | ----------- | ----------------- | ------------------ | -------------- | ------ |
| Dorfstraße (Karte) | Kirche      | St. Pauli zu Luko | 094 41408          | Baudenkmal     | Kirche |

### Möllensdorf
| Lage                                                                  | Bezeichnung | Beschreibung                                         | Erfassungs- nummer | Ausweisungsart | Bild           |
| --------------------------------------------------------------------- | ----------- | ---------------------------------------------------- | ------------------ | -------------- | -------------- |
| Außerhalb der Ortslage Südliche Straßenseite vor Hubertusberg (Karte) | Denkmal     | Lutherstein                                          | 094 41407          | Baudenkmal     | Denkmal        |
| Dorfstraße (Karte)                                                    | Kirche      |                                                      | 094 41406          | Baudenkmal     | Weitere Bilder |
| Möllensdorfer Dorfstraße 20 (Karte)                                   | Brunnen     | Brunnen, am 19. Oktober 2016 als Denkmal ausgewiesen |                    | Baudenkmal     | BW             |
| (Karte)                                                               | Kreuzstein  |                                                      |                    | Kleindenkmal   | BW             |

### Pülzig
| Lage                                          | Bezeichnung | Beschreibung | Erfassungs- nummer | Ausweisungsart | Bild   |
| --------------------------------------------- | ----------- | ------------ | ------------------ | -------------- | ------ |
| Pülzig An der Straße nach Cobbelsdorf (Karte) | Kirche      | St. Jakobus  | 094 36685          | Baudenkmal     | Kirche |

### Ragösen
| Lage                  | Bezeichnung | Beschreibung | Erfassungs- nummer | Ausweisungsart | Bild           |
| --------------------- | ----------- | ------------ | ------------------ | -------------- | -------------- |
| Thießener Weg (Karte) | Kirche      | St. Jacobi   | 094 41312          | Baudenkmal     | Weitere Bilder |

### Senst
| Lage               | Bezeichnung | Beschreibung | Erfassungs- nummer | Ausweisungsart | Bild           |
| ------------------ | ----------- | ------------ | ------------------ | -------------- | -------------- |
| Dorfstraße (Karte) | Kirche      | St. Petri    | 094 36676          | Baudenkmal     | Weitere Bilder |

### Serno
| Lage                           | Bezeichnung | Beschreibung | Erfassungs- nummer | Ausweisungsart | Bild           |
| ------------------------------ | ----------- | ------------ | ------------------ | -------------- | -------------- |
| Am Sernoer Forsthaus 3 (Karte) | Forsthof    |              | 094 41023          | Baudenkmal     | BW             |
| Dorfstraße (Karte)             | Kirche      | St. Jacobi   | 094 36674          | Baudenkmal     | Weitere Bilder |

### Stackelitz
| Lage                             | Bezeichnung | Beschreibung | Erfassungs- nummer | Ausweisungsart | Bild           |
| -------------------------------- | ----------- | ------------ | ------------------ | -------------- | -------------- |
| Wüstung Schleesen, L 120 (Karte) | Kirche      |              | 094 36681          | Baudenkmal     | Weitere Bilder |
| Wüstung Schleesen, L 120 (Karte) | Brunnen     |              | 094 36682          | Baudenkmal     | Brunnen        |
| Dorfstraße (Karte)               | Kirche      | St. Jacobus  | 094 41424          | Baudenkmal     | Weitere Bilder |
| Dorfstraße 32 (Karte)            | Schule      |              | 094 41350          | Baudenkmal     | BW             |
| Dorfstraße 33 (Karte)            | Gutshaus    |              | 094 41349          | Baudenkmal     | BW             |

### Thießen
| Lage                       | Bezeichnung | Beschreibung         | Erfassungs- nummer | Ausweisungsart | Bild           |
| -------------------------- | ----------- | -------------------- | ------------------ | -------------- | -------------- |
| Alte Hauptstraße 9 (Karte) | Bauernhof   |                      | 094 40729          | Baudenkmal     | Bauernhof      |
| Dreieckstraße 60 (Karte)   | Wohnhaus    |                      | 094 40726          | Baudenkmal     | Wohnhaus       |
| Hauptstraße (Karte)        | Kirche      | St. Peter            | 094 40730          | Baudenkmal     | Kirche         |
| Hauptstraße 25 (Karte)     | Schule      |                      | 094 40727          | Baudenkmal     | Schule         |
| Hauptstraße 25 b (Karte)   | Gutshaus    |                      | 094 40728          | Baudenkmal     | Gutshaus       |
| Kreisstraße 53 (Karte)     | Mühle       | Thießener Mühle      | 094 40731          | Baudenkmal     | Mühle          |
| Kupferhammer 43 (Karte)    | Hammerwerk  | Kupferhammer Thießen | 094 40723          | Baudenkmal     | Weitere Bilder |

### Wahlsdorf
| Lage                                                                         | Bezeichnung | Beschreibung | Erfassungs- nummer | Ausweisungsart | Bild           |
| ---------------------------------------------------------------------------- | ----------- | ------------ | ------------------ | -------------- | -------------- |
| Auf westlicher Straßenseite hinter Wahlsdorf in Richtung Cobbelsdorf (Karte) | Brunnen     | Ziehbrunnen  | 094 40960          | Baudenkmal     | Brunnen        |
| Dorfstraße Südlich der Dorfstraße (Karte)                                    | Kirche      |              | 094 41375          | Baudenkmal     | Kirche         |
| Dorfstraße (Karte)                                                           | Kirche      |              | 094 41376          | Baudenkmal     | Weitere Bilder |

### Wörpen
| Lage                            | Bezeichnung | Beschreibung | Erfassungs- nummer | Ausweisungsart | Bild           |
| ------------------------------- | ----------- | ------------ | ------------------ | -------------- | -------------- |
| Kirchfeld (Karte)               | Kirche      | St. Martin   | 094 41378          | Baudenkmal     | Weitere Bilder |
| Wörpener Hauptstraße 28 (Karte) | Schule      |              | 094 41377          | Baudenkmal     | Schule         |

### Zieko
| Lage              | Bezeichnung | Beschreibung | Erfassungs- nummer | Ausweisungsart | Bild           |
| ----------------- | ----------- | ------------ | ------------------ | -------------- | -------------- |
| Im Winkel (Karte) | Kirche      | St. Johannes | 094 36675          | Baudenkmal     | Weitere Bilder |

## Ehemalige Kulturdenkmale nach Ortsteilen
Die nachfolgenden Objekte waren ursprünglich ebenfalls denkmalgeschützt oder wurden in der Literatur als Kulturdenkmale geführt. Die Denkmale bestehen heute jedoch nicht mehr, ihre Unterschutzstellung wurde aufgehoben oder sie werden nicht mehr als Denkmale betrachtet.

### Buko
| Lage                    | Bezeichnung | Beschreibung | Erfassungs- nummer | Ausweisungsart | Bild |
| ----------------------- | ----------- | --- | ------------------ | -------------- | ---- |
| An der Kirche 6 (Karte) | Pfarrhaus   | Pfarrhaus von 1724, im Zuge von Umbauten ging die Denkmaleigenschaft des Hauses verloren. Die Austragung aus dem Denkmalverzeichnis erfolgte im Jahr 2017. | 094 36692          | Baudenkmal     | BW   |

### Coswig (Anhalt)
| Lage                 | Bezeichnung      | Beschreibung                                                        | Erfassungs- nummer | Ausweisungsart | Bild     |
| -------------------- | ---------------- | ------------------------------------------------------------------- | ------------------ | -------------- | -------- |
| Am Markt 12          | Keller           |                                                                     | 094 40785          | Baudenkmal     |          |
| Domstraße 19 (Karte) | Wohnhaus         | Wohnhaus, nach Abbruch 2019 aus dem Denkmalverzeichnis ausgetragen. | 094 40725          | Baudenkmal     | Wohnhaus |
| Elbstraße 22         | Hafenmeisterhaus |                                                                     | 094 41214          | Baudenkmal     |          |
| Hafenstraße 13       | Wohnhaus         |                                                                     | 094 40797          | Baudenkmal     |          |
| Schloßstraße 62      | Pfarrhaus        | Oberpfarre                                                          | 094 40868          | Baudenkmal     |          |

### Jeber-Bergfrieden
| Lage                   | Bezeichnung        | Beschreibung                                                                                         | Erfassungs- nummer | Ausweisungsart | Bild |
| ---------------------- | ------------------ | --- | ------------------ | -------------- | ---- |
| Hauptstraße 35 (Karte) | Verwaltungsgebäude | Verwaltungsgebäude Kontorhaus, 2024 nach einem Gerichtsurteil aus dem Denkmalverzeichnis gestrichen. | 094 41351          | Baudenkmal     | BW   |

### Klieken
| Lage                  | Bezeichnung        | Beschreibung                                                 | Erfassungs- nummer | Ausweisungsart | Bild               |
| --------------------- | ------------------ | ------------------------------------------------------------ | ------------------ | -------------- | ------------------ |
| Schulstraße 4 (Karte) | Zum Goldenen Löwen | Gasthof Nach Abbruch aus dem Denkmalverzeichnis ausgetragen. | 094 41275          | Baudenkmal     | Zum Goldenen Löwen |

### Köselitz
| Lage                                         | Bezeichnung | Beschreibung | Erfassungs- nummer | Ausweisungsart | Bild  |
| -------------------------------------------- | ----------- | --- | ------------------ | -------------- | ----- |
| Straße nach Wahlsdorf Außerhalb der Ortslage | Mühle       | Mühle Im Jahr 2021 unter Angabe der Kategorie Verfall, Abbruch aus bauordnungsrechtlichen Gründen, ungenehmigte Veränderungen aus dem Denkmalverzeichnis gestrichen. | 094 36677          | Baudenkmal     | Mühle |

## Legende
In den Spalten befinden sich folgende Informationen:
- Lage: Nennt den Straßennamen und wenn vorhanden die Hausnummer des Kulturdenkmals. Die Grundsortierung der Liste erfolgt nach dieser Adresse. Der Link „Karte“ führt zu verschiedenen Kartendarstellungen und nennt die geographischen Koordinaten.
Link zu einem Kartenansichtstool, um Koordinaten zu setzen. In der Kartenansicht sind Baudenkmale ohne Koordinaten mit einem roten bzw. orangen Marker dargestellt und können in der Karte gesetzt werden. Baudenkmale ohne Bild sind mit einem blauen bzw. roten Marker gekennzeichnet, Baudenkmale mit Bild mit einem grünen bzw. orangen Marker.
- Offizielle Bezeichnung: Nennt den Namen, die Bezeichnung oder zumindest die Art des Kulturdenkmals und verlinkt, soweit vorhanden, auf den Artikel zum Objekt.
- Beschreibung: Nennt bauliche und geschichtliche Einzelheiten des Kulturdenkmals, vorzugsweise die Denkmaleigenschaften.
- Erfassungsnummer: Für jedes Kulturdenkmal wird in Sachsen-Anhalt eine 20stellige Erfassungsnummer vergeben. Die letzten zwölf Ziffern werden für die Untergliederung nach Teilobjekten genutzt und werden nur angegeben, soweit vergeben. In dieser Spalte kann sich folgendes Icon  befinden, dies führt zu Angaben zu diesem Baudenkmal bei Wikidata.
- Ausweisungsart: Die Einordnung des Denkmales nach § 2 Abs. 2 DenkmSchG LSA
- Bild: Ein Bild des Denkmales, und gegebenenfalls einen Link zu weiteren Fotos des Kulturdenkmals im Medienarchiv Wikimedia Commons. Wenn man auf das Kamerasymbol klickt, können Fotos zu Kulturdenkmalen aus dieser Liste hochgeladen werden: